# Trượt băng tốc độ cự ly ngắn tại Thế vận hội Mùa đông 2018 - 1000 mét nam
Nội dung 1000 mét nam của môn trượt băng tốc độ cự ly ngắn tại Thế vận hội Mùa đông 2018 took diễn ra vào ngày 13 và 17 tháng 2 năm 2018 tại Gangneung Ice Arena ở Gangneung, Hàn Quốc.

## Kỷ lục
Trước giải đấu, các kỷ lục thế giới và Olympic như sau.
| Kỷ lục thế giới | Hwang Dae-heon (KOR) | 1:20.875 | Thành phố Salt Lake, Hoa Kỳ | 12 tháng 11 năm 2016 |
| Kỷ lục Olympic  | Lee Jung-su (KOR)    | 1:23.747 | Vancouver, Canada           | 20 tháng 2 năm 2010  |

Có một kỷ lục Olympic được thiết lập.
| Ngày       | Vòng             | Tên             | Quốc gia | Thời gian | Kỷ lục | Nguồn |
| ---------- | ---------------- | --------------- | -------- | --------- | ------ | ----- |
| 13 tháng 2 | Vòng loại Nhóm 5 | Charles Hamelin | Canada   | 1:23.407  | OR     | [ 2 ] |

## Kết quả

### Vòng loại
Q – lọt vào tứ kết
ADV – đi tiếp
PEN – bị phạt
YC – thẻ vàng
OR - Kỷ lục Olympic
| Hạng | Nhóm | Tên                    | Quốc gia                     | Thời gian | Ghi chú |
| ---- | ---- | ---------------------- | ---------------------------- | --------- | ------- |
| 1    | 1    | John-Henry Krueger     | Hoa Kỳ                       | 1:25.913  | Q       |
| 2    | 1    | Farrell Treacy         | Anh Quốc                     | 1:26.762  | Q       |
| 3    | 1    | Ryosuke Sakazume       | Nhật Bản                     | DNF       | ADV     |
|      | 1    | Shaoang Liu            | Hungary                      |           | PEN     |
| 1    | 2    | Lim Hyo-jun            | Hàn Quốc                     | 1:23.971  | Q       |
| 2    | 2    | Kazuki Yoshinaga       | Nhật Bản                     | 1:24.030  | Q       |
| 3    | 2    | Charle Cournoyer       | Canada                       | 1:24.051  |         |
| 4    | 2    | Daan Breeuwsma         | Hà Lan                       | 1:24.429  |         |
| 1    | 3    | Samuel Girard          | Canada                       | 1:23.894  | Q       |
| 2    | 3    | Semion Elistratov      | Vận động viên Olympic từ Nga | 1:23.979  | Q       |
| 3    | 3    | Keita Watanabe         | Nhật Bản                     | 1:24.078  |         |
| 4    | 3    | Nurbergen Zhumagaziyev | Kazakhstan                   | 1:24.271  |         |
| 1    | 4    | Sjinkie Knegt          | Hà Lan                       | 1:23.823  | Q       |
| 2    | 4    | Thibaut Fauconnet      | Pháp                         | 1:24.381  | Q       |
| 3    | 4    | Roberts Zvejnieks      | Latvia                       | 1:26.408  | ADV     |
|      | 4    | Ren Ziwei              | Trung Quốc                   |           | PEN     |
| 1    | 5    | Charles Hamelin        | Canada                       | 1:23.407  | Q, OR   |
| 2    | 5    | Wu Dajing              | Trung Quốc                   | 1:23.463  | Q       |
| 3    | 5    | Sébastien Lepape       | Pháp                         | 1:23.489  |         |
| 4    | 5    | Aleksandr Shulginov    | Vận động viên Olympic từ Nga | 1:31.133  |         |
| 1    | 6    | Itzhak de Laat         | Hà Lan                       | 1:24.639  | Q       |
| 2    | 6    | Seo Yi-ra              | Hàn Quốc                     | 1:24.734  | Q       |
| 3    | 6    | Tommaso Dotti          | Ý                            | 1:25.369  |         |
|      | 6    | Han Tianyu             | Trung Quốc                   |           | PEN     |
| 1    | 7    | Hwang Dae-heon         | Hàn Quốc                     | 1:24.457  | Q       |
| 2    | 7    | Yuri Confortola        | Ý                            | 1:25.297  | Q       |
| 3    | 7    | Josh Cheetham          | Anh Quốc                     | 1:26.223  |         |
|      | 7    | Vladislav Bykanov      | Israel                       |           | PEN     |
| 1    | 8    | Sándor Liu Shaolin     | Hungary                      | 1:31.547  | Q       |
| 2    | 8    | Roberto Puķītis        | Latvia                       | 1:31.635  | Q       |
| 3    | 8    | J. R. Celski           | Hoa Kỳ                       | 1:31.812  |         |
|      | 8    | Pavel Sitnikov         | Vận động viên Olympic từ Nga |           | PEN     |

### Tứ kết
Q – lọt vào bán kết
ADV – đi tiếp
PEN – bị phạt
YC – thẻ vàng
| Hạng | Nhóm | Tên                | Quốc gia                     | Thời gian | Ghi chú |
| ---- | ---- | ------------------ | ---------------------------- | --------- | ------- |
| 1    | 1    | Seo Yi-ra          | Hàn Quốc                     | 1:24.053  | Q       |
| 2    | 1    | Lim Hyo-jun        | Hàn Quốc                     | 1:24.095  | Q       |
| 3    | 1    | Thibaut Fauconnet  | Pháp                         | 1:24.344  |         |
|      | 1    | Hwang Dae-heon     | Hàn Quốc                     |           | PEN     |
| 1    | 2    | Samuel Girard      | Canada                       | 1:24.289  | Q       |
| 2    | 2    | Yuri Confortola    | Ý                            | 1:24.383  | Q       |
| 3    | 2    | Itzhak de Laat     | Hà Lan                       | 1:24.423  |         |
| 4    | 2    | Kazuki Yoshinaga   | Nhật Bản                     | 1:24.649  |         |
| 1    | 3    | Semion Elistratov  | Vận động viên Olympic từ Nga | 1:23.893  | Q       |
| 2    | 3    | Ryosuke Sakazume   | Nhật Bản                     | 1:24.099  | Q       |
| 3    | 3    | John-Henry Krueger | Hoa Kỳ                       | 1:24.598  | ADV     |
| 4    | 3    | Farrell Treacy     | Anh Quốc                     | 1:25.080  |         |
|      | 3    | Sjinkie Knegt      | Hà Lan                       |           | PEN     |
| 1    | 4    | Sándor Liu Shaolin | Hungary                      | 1:24.012  | Q       |
| 2    | 4    | Charles Hamelin    | Canada                       | 1:24.015  | Q       |
| 3    | 4    | Roberto Puķītis    | Latvia                       | 1:24.022  |         |
| 4    | 4    | Roberts Zvejnieks  | Latvia                       | 1:24.306  |         |
|      | 4    | Wu Dajing          | Trung Quốc                   |           | PEN     |

### Bán kết
QA – lọt vào chung kết A
QB – lọt vào chung kết B
ADV – đi tiếp
PEN – bị phạt
YC – thẻ vàng
| Hạng | Nhóm | Tên                | Quốc gia                     | Thời gian | Ghi chú |
| ---- | ---- | ------------------ | ---------------------------- | --------- | ------- |
| 1    | 1    | Lim Hyo-jun        | Hàn Quốc                     | 1:26.463  | QA      |
| 2    | 1    | Sándor Liu Shaolin | Hungary                      | 1:26.488  | QA      |
| 3    | 1    | Yuri Confortola    | Ý                            | 1:26.626  | QB      |
| 4    | 1    | Semion Elistratov  | Vận động viên Olympic từ Nga | 1:26.773  | QB      |
| 1    | 2    | John-Henry Krueger | Hoa Kỳ                       | 1:24.187  | QA      |
| 2    | 2    | Seo Yi-ra          | Hàn Quốc                     | 1:24.252  | QA      |
| 3    | 2    | Ryosuke Sakazume   | Nhật Bản                     | 1:24.317  | QB      |
| 4    | 2    | Samuel Girard      | Canada                       | 1:25.102  | ADV     |
|      | 2    | Charles Hamelin    | Canada                       |           | PEN     |

### Chung kết B
| Hạng | Tên               | Quốc gia                     | Thời gian | Ghi chú |
| ---- | ----------------- | ---------------------------- | --------- | ------- |
| 5    | Ryosuke Sakazume  | Nhật Bản                     | 1:27.522  |         |
| 6    | Semion Elistratov | Vận động viên Olympic từ Nga | 1:27.621  |         |
| 7    | Yuri Confortola   | Ý                            | 1:27.712  |         |

### Chung kết A
| Hạng | Tên                | Quốc gia | Thời gian | Ghi chú |
| ---- | ------------------ | -------- | --------- | ------- |
| 1    | Samuel Girard      | Canada   | 1:24.650  |         |
| 2    | John-Henry Krueger | Hoa Kỳ   | 1:24.864  |         |
| 3    | Seo Yi-ra          | Hàn Quốc | 1:31.619  |         |
| 4    | Lim Hyo-jun        | Hàn Quốc | 1:33.312  |         |
| 8    | Sándor Liu Shaolin | Hungary  |           | PEN     |